# 니콜라스 메드포스밀스

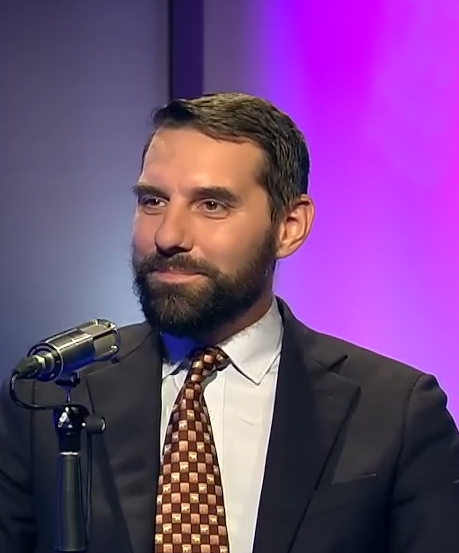
니콜라스 메드포스밀스

니콜라스 메드포드밀스(Nicholas Medforth-Mills, 1985년 4월 1일 ~ )는 루마니아 공주 엘레나와 로빈 메드포스밀스의 장남이다. 루마니아의 미하이 1세의 외손자로서, 그는 2007년에 제정된 새로운 가족법에 따라 루마니아 왕위 계승 서열 3위에 올랐으며, 이 법은 2015년에 폐지되었다. 이 법과 부여된 칭호는 공화국 법에 명시되어 있지 않다.